# HD68117
HD68117 — подвійна зоря. 
Ця подвійна система має видиму зоряну величину в смузі V приблизно 7,4.
Вона розташована на відстані близько 615,4 світлових років від Сонця.

## Подвійна зоря
Головна зоря цієї системи належить до хімічно пекулярних зір й має спектральний клас F2.
Інша компонента має  спектральний клас d.